# جريدة الفجر الجديد (السعودية)
الفجر الجديد هي جريدة أسبوعية تصدر من الدمام شرق السعودية. تأسست عام 1958، ويملكها يوسف الشيخ يعقوب ورئيس تحريرها هو شقيقه إسحاق الشيخ يعقوب، تعتبر ذات توجه يساري. لم تصدر منها سوى 3 أعداد بسبب قيام السلطات السعودية بإغلاقها.

## إغلاق الجريدة
قامت السلطات السعودية بإغلاقها بسبب نشرها مقال يشيد بالرئيس المصري جمال عبد الناصر، و سياسته في إنهاء احتكار الولايات المتحدة الأمريكية لسوق السلاح في العالم العربي، وذهابه إلى تشيكوسلوفاكيا بدلاً منها.